# Thiago Cóstackz
Thiago Cóstackz (Natal, 23 de agosto de 1984) é um artista plástico brasileiro de origem tcheca e indígena. Já fez várias mostras em cidades como São Paulo, Curitiba, Santiago e Nova Iorque. Graças ao seu envolvimento com as causas sociais e ambientais tem desenvolvido diversos projetos que buscam incluir socialmente pessoas através da arte, cultura e da conscientização ambiental.
Ao lado de Felipe Massa é um dos únicos brasileiros patrocinados oficialmente pela marca alemã Puma. O artista realizou ainda interferências artísticas em frascos de perfumes: no Hugo Element da Hugo Boss; e no fresh Blossom da DKNY(Donna Karan New York), marcas que também o patrocinaram.
Uma de suas exposições é a "Mitos e Ícones", que tem como objetivo a criação do primeiro Museu de Arte Contemporânea sustentável do Norte e Nordeste do Brasil, sediado em Natal (RN) e conta com o apoio de 16 celebridades tais como Carolina Dieckmann, Fernanda Tavares, Isabella Fiorentino, Paulo Zulu, Dalton Vigh, Carlos Casagrande, a princesa Paola Maria de Sapieha-Rozanski e Bourbon-Orléans-Bragança entre outros.
Já fez obras para nomes mundialmente conhecidos como a banda americana: The B-52s; e para a banda irlandesa The Cranberries;
Cóstackz, que já recebeu mais de 75 mil pessoas em uma de suas exposições, a Mitos e Ícones. Foi a Europa em 2009 e 2010 fechar parcerias e buscar obras doadas para o Museu de Arte Contemporânea Sustentável que ele deve abrir este ano.
Dentre outras ações e mostras que o artista realizou estão: "O S.O.S Terra" ação que está em sua segunda edição e luta pela preservação de mais de 400 mil espécies de animais severamente ameaçados de extinção no mundo; "Os Leopardos no Templo" inspirada nas obras realistas fantásticas de Franz Kafka; e a “Tsunami vs Terremoto” grande exposição que aconteceu em 2010 exibindo mais de 40 obras do artista em São Paulo fazendo questionamentos sobre política, meio ambiente, Direitos Humanos, astrobiologia, antropologia e física quântica. Retratos de Lady Gaga e Stephen Hawking foram feitos com linguagem bem humorada. Nesta mostra Cóstackz batizou uma de suas obras de "O novo código florestal brasileiro, você já leu?". E dessa forma questionava o quanto vale um crescimento econômico, se ele está acontecendo sem preocupações ecologicamente sustentáveis.
Sobre o artista o Jornal da Tarde (São Paulo) escreveu: "Mais avassalador do que tsunamis e terremotos".